# Wipe the Windows, Check the Oil, Dollar Gas
Wipe the Windows, Check the Oil, Dollar Gas ist ein Livealbum der Rockgruppe The Allman Brothers Band und wurde 1976 auf Capricorn Records veröffentlicht.

## Hintergrund
Wipe the Windows, Check the Oil, Dollar Gas wurde ursprünglich als Doppel-LP ein halbes Jahr nach Trennung der Band im Mai 1976 aufgrund immer größerer persönlicher Differenzen veröffentlicht. Es ist das zweite reine Livealbum der Gruppe nach At Fillmore East und wiederholt bis auf In Memory of Elizabeth Reed keine von jenem Album bekannten Songs, sondern zeigt größtenteils Livematerial der letzten beiden Studioalben. Im Gegensatz zum ersten Livealbum fehlt hier der verstorbene Duane Allman als zweiter Gitarrist, der auch nicht durch eine neue Besetzung an der Gitarrenposition ersetzt wurde. Dies führte zu einer Neuausrichtung des Bandsounds, der schon auf Brothers and Sisters und Win, Lose or Draw vorweggenommen wurde. Daher erhielt Wipe the Windows, Check the Oil, Dollar Gas nie die gleichen herausragenden Bewertungen und Verkaufserfolge wie At Fillmore East. Der Titel des Livealbums ist dem Lied Too Much Monkey Business von Chuck Berry entnommen.

## Titelliste
1. Introduction durch Bill Graham – 1:05
2. Wasted Words (Gregg Allman) – 5:10
3. Southbound (Dickey Betts) – 6:03
4. Ramblin' Man (Dickey Betts) – 7:09
5. In Memory of Elizabeth Reed (Dickey Betts) – 17:19
6. Ain't Wastin' Time No More (Gregg Allman) – 5:41
7. Come and Go Blues (Gregg Allman) – 5:05
8. Can't Lose What You Never Had (McKinley Morganfield) – 6:43
9. Don't Want You No More (Spencer Davis, Edward Hardin) – 2:48
10. It's Not My Cross to Bear (Gregg Allman) – 5:23
11. Jessica (Dickey Betts) – 9:05

Lied 1 bis 5 – Winterland, San Francisco, Nov. 26, 1973.  

Lied 6 – The Warehouse, New Orleans, Dec. 31, 1972. 

Lied 7 – Summer Jam at Watkins Glen, New York, July 28, 1973. 

Lied 8 bis 10 – Bakersfield Civic Auditorium, Bakersfield, Oct. 22, 1975. 

Lied 11 – Oakland Coliseum, Oakland, Oct. 24, 1975.

## Charterfolge
Wipe the Windows, Check the Oil, Dollar Gas erreichte Platz 75 der Billboard 200.

## Rezeption
Der Musikjournalist Robert Christgau meinte, dass sowohl Duane Allman als auch Berry Oakley bei diesem Livealbum fehlen würden. Die Gitarrenbeiträge von Dickey Betts fingen an sich langfristig wie Luftspiegelungen anzuhören. Er vergab ein B-. Bruce Eder schrieb auf Allmusic, das Album wäre kein Meilenstein wie At Fillmore East, jedoch würden die Lieder von Brothers and Sisters und Win, Lose or Draw besser vorgestellt als auf den Studioalben. Wipe the Windows, Check the Oil, Dollar Gas sei ein gutes Beispiel für die Band in ihrer Phase Mitte der 70er Jahre nach den beiden Todesfällen von Duane Allman und Berry Oakley. In der Bewertung erhielt das Album dreieinhalb von fünf Sternen.